# ГЕС Амістад
ГЕС Амістад — гідроелектростанція на межі штату Техас (Сполучені Штати Америки) та Мексики. Знаходячись між ГЕС Elephant Butte (28 МВт, вище по течії) та ГЕС Фалькон, входить до складу каскаду на річці Ріо-Гранде (басейн Мексиканської затоки).
У межах проекту долину річки перекрили комбінованою греблею висотою 77 метрів та довжиною 2975 метрів, яка включає центральну бетонну ділянку (потребувала 1375 тис. м3 матеріалу) та прилеглі до неї більш протяжні земляні частини (вміщують 10,3 млн м3 матеріалу). Вона утримує витягнуте по долині Ріо-Гранде на 121 км водосховище з площею поверхні 263 км2 (у випадку повені до 360 км2) та об'ємом 4174 млн м3 (під час повені до 6827 млн м3). Створення цієї водойми призвело до затоплення збудованих раніше малих ГЕС Девіс-Лейк (1,8 МВт) та Волк-Лейк (1,35 МВт).
За півтора десятиліття після зведення греблі її доповнили гідроенергетичними потужностями, для чого кожна зі сторін проекту спорудила на своїй території пригреблевий машинний зал (в США його ввели у експлуатацію в 1983-му, тоді як мексиканський об'єкт став до ладу за чотири роки по тому). Всього встановлено чотири турбіни типу Френсіс, які працюють при напорі від 35 до 71 метра (номінальний напір 54 метра). Належний США машинний зал забезпечує середньорічне виробництво на рівні 161 млн кВт-год електроенергії.
Видача продукції відбувається по ЛЕП, розрахованій на роботу під напругою 138 кВ.